# بریلن
شهر بریلن در ایالت نوردراین-وستفالن در کشور آلمان واقع شده است.